# Günter Held
Günter Held (* 20. Juni 1935 in Bernburg (Saale)) ist ein ehemaliger deutscher Botschafter.

## Leben
Günter Held studierte Rechtswissenschaft und Volkswirtschaft. Er trat 1959 in den auswärtigen Dienst und studierte von 1959 bis 1964 die arabische Sprache. Von 1964 bis 1972 war er an den Botschaften Kairo, Dschedda in Saudi-Arabien und Freetown in Sierra Leone akkreditiert. Von 1976 bis 1979 wurde Held im Auswärtigen Amt in Bonn beschäftigt. Seinen ersten Botschafterposten trat er 1972 in Jemen an. In der Zeit, am 16. Januar 1975, wies Eduard Dreher Günter Held an, die Regierung von Salim Rubai Ali so schnell wie möglich zu bitten, Verena Becker, Gabriele Kröcher-Tiedemann, Ingrid Siepmann, Rolf Heißler und Rolf Pohle in vorläufige Auslieferungshaft zu nehmen und dazu ein in Notenform gehaltenes Ersuchen mit den Personalien der Häftlinge sowie Angaben zu den gegen sie ergangenen Urteilen zu übergeben: „Ein förmliches Ersuchen um Auslieferung der genannten deutschen Staatsangehörigen wird so bald wie möglich übermittelt“.
Seinen dritten Botschafterposter trat Held in Uganda am 18. Juli 1983 an. Er erhielt das Beglaubigungsschreiben vom ugandischen Präsident Apollo Milton Obote. In seiner Amtszeit, im November 1985, wurde ein Passagierflugzeug, eine Fokker F-27, von der regierungsfeindlichen National Resistence Army entführt. Unter den 44 Passagieren waren auch fünf deutsche Staatsangehörige. Alle Geiseln konnten freigelassen werden.
Mit dem Beglaubigungsschreiben des madagassischen Staatsoberhaupts Didier Ratsiraka wurde Günter Held am 3. Mai 1991 deutscher Botschafter in Madagaskar mit Dienstsitz in Antananarivo. Gleichzeitig war er auch bei der Regierung der Komoren und von Mauritius akkreditiert. Dafür erhielt er sechs Tage später vom komorischen Präsident Said Mohamed Djohar das Beglaubigungsschreiben.
| Vorgänger           | Amt                                                                                         | Nachfolger          |
| ------------------- | ------------------------------------------------------------------------------------------- | ------------------- |
| Alfred Vestring     | Botschafter der deutschen Bundesregierung in Jemen 1972–1976                                | Klaus Max Franke    |
| Oskar Maria Neubert | Botschafter der Bundesrepublik Deutschland in Libyen 1979–1983                              | Rolf Enders         |
| Rolf Enders         | Botschafter der Bundesrepublik Deutschland in Uganda 1983–1987                              | Hans-Alard von Rohr |
| Thomas Trömel       | Botschafter der Bundesrepublik Deutschland in den Vereinigten Arabischen Emiraten 1987–1990 | Uwe Schramm         |
| Gottfried Fischer   | Botschafter der Bundesrepublik Deutschland in Madagaskar 1991–1994                          | Hubert Beemelmans   |
| Gunter Mulack       | Botschafter der Bundesrepublik Deutschland in Kuwait und Bahrain 1995–1996                  | Norbert Heinze      |